# Johann Baptist Engelsmann
Johann Baptist Engelsmann (* 22. Juni 1844; † 1. Oktober 1913 in Kreuznach) war ein deutscher Weinhändler und Politiker.

## Leben
Engelsmann machte eine kaufmännische Ausbildung und lebte als Weinhändler in Kreuznach. Im Deutschen Krieg 1866 und im Deutsch-Französischen Krieg 1870/71 nahm er als Soldat teil. Er war Gutsbesitzer und ab 1913 auch Weingutsbesitzer in Kreuznach und gehörte der Landwirtschaftskammer an.
Er war kommunalpolitisch engagiert und wirkte als Stadtverordneter, Kreistagsabgeordneter und Mitglied des Kreis- sowie des Bezirksausschusses. Von 1892 bis 1913 war er Abgeordneter im Provinziallandtag der Rheinprovinz. Von 1894 bis 17. Juni 1913 vertrat er den Wahlkreis Koblenz 4 (Kreuznach, Simmern, Zell) im preußischen Abgeordnetenhaus.